# Романки (Кременчугский район)
Романки (укр. Романки) — село,
Ракитненский сельский совет,
Кременчугский район,
Полтавская область,
Украина.
Код КОАТУУ — 5322485104. Население по переписи 2001 года составляло 14 человек.

## Географическое положение
Село Романки находится на левом берегу реки Сухой Омельник, которая через 1 км впадает в реку Псёл, выше по течению на расстоянии в 1,5 км расположено село Ракитное, выше по течению реки Псёл на расстоянии в 1 км расположено село Федоренки, ниже по течению на расстоянии в 1 км расположено село Анищенки. К селу примыкает большой массив садовых участков.

## История
Есть на карте 1869 как хутора Подлужные.